# 1105 en santé et médecine
| Années de la santé et de la médecine : 1102 - 1103 - 1104 - 1105 - 1106 - 1107 - 1108    |
| Décennies de la santé et de la médecine : 1070 - 1080 - 1090 - 1100 - 1110 - 1120 - 1130 |

Cet article présente les faits marquants de l'année 1105 en santé et médecine.

## Événements
- « Une épidémie dénommée phlegmasia pestis, et « que le peuple surnomm[e] follette », se répand partout en Occident[1]. »
- « Une terrible épidémie, le mal des ardents, ravag[e] Arras et l'Artois[2]. »
- 1104-1105 : une épidémie de variole « ravag[e] l'ensemble du Proche-Orient[3] ».

## Fondations
- « Guillaume[4], surnommé le Vieux, fonde, à Surgères [en Aunis], une aumônerie ou hôpital, près Saint-Gilles, afin d'y ouvrir un refuge aux pauvres et aux infirmes[5]. »
- Selon un document signé en 1143 par Burckhardt, évêque de Strasbourg, en Allemagne, le futur hôpital civil « reçoit biens et droits de l'évêque Cunon[6] ».
- Miracle du Saint-Cierge, qui survient pendant une épidémie d'ergotisme à Arras, en Flandre, et qui va inspirer à l'évêque Lambert, l'année suivante 1106, la fondation de la confrérie de Notre-Dame-des-Ardents[8].
- Un hôpital Sant'Ansano est mentionné à Sesto di Moriano, près de Lucques, en Toscane[9],[10].
- Vers 1105 : « création d'une collégiale implantée auprès de son château par Richard de Reviers, seigneur des lieux », établissement qui est à l'une des origines de l'hôtel-Dieu de Néhou, en Normandie[11].
- 1105-1107 : fondation d'une maladrerie à Corbie, en Amiénois[12].

## Personnalités
- Fl. Giacinto II, clerc et médecin de l'école de Salerne[13].
- Fl. Landolfo, médecin de l'école de Salerne[13].

## Naissance
- Vers 1105[14] ou vers 1110[15],[16] : Ibn Tufayl (mort en 1185), philosophe, astronome, médecin et mathématicien andalou.

## Décès
- 13 juillet : Rachi (né en 1040), rabbin, exégète et talmudiste champenois, et très probablement médecin[17],[18].